# Anoplothyrea javana
Anoplothyrea javana là một loài ruồi trong họ Asilidae. Anoplothyrea javana được Meijere miêu tả năm 1911. Loài này phân bố ở miền Ấn Độ - Mã Lai.